# Sydney Penny
Sydney Margaret Penny (* 7. August 1971 in Nashville, Tennessee) ist eine US-amerikanische Schauspielerin und Filmproduzentin.

## Leben und Karriere
Ihr Kontakt zum Showbusiness erfolgte sehr früh durch ihre Eltern, die als Country- und Western-Sänger im Geschäft waren und ihre Tochter bereits in jungen Jahren an Auftritten teilhaben ließen. Bereits mit acht Jahren war Penny in der Fernsehproduktion The Night Rider zu sehen. Es folgten weitere Rollen überwiegend in Fernsehserien. Große Anerkennung brachte ihr der Auftritt als 12-Jährige in der Rolle der jungen Meggie Cleary in Die Dornenvögel. Seither spielte sie fast durchgehend in einer Vielzahl von Rollen, vor allem in Fernsehserien wie zum Beispiel Fame – Der Weg zum Ruhm, Beverly Hills, 90210 oder Reich und Schön, jedoch auch in zahlreichen Fernsehfilmen und einigen Kino-Produktionen.
Penny ist mit Robert Powers verheiratet, der ebenfalls in der Fernsehbranche tätig ist. Am 31. Mai 2007 brachte sie einen gemeinsamen Sohn zur Welt.

## Filmografie (Auswahl)
- 1979: The Night Rider (Fernsehfilm)
- 1982: Fame – Der Weg zum Ruhm (Fame, Fernsehserie, 1 Episode)
- 1982: Grizzly Adams: Auf der Flucht (The Capture of Grizzly Adams, Fernsehfilm)
- 1983: Die Dornenvögel (The Thorn Birds, Miniserie, 1 Episode)
- 1983: T. J. Hooker (Fernsehserie, 1 Episode)
- 1983: Chefarzt Dr. Westphall (St. Elswhere, Fernsehserie, 1 Episode)
- 1985: Pale Rider – Der namenlose Reiter (Pale Rider)
- 1988: Bernadette – Das Wunder von Lourdes (Bernadette)
- 1990: La Passion de Bernadette
- 1992–1993: California Clan (Santa Barbara, Fernsehserie)
- 1993–2008: All My Children (Fernsehserie, 152 Episoden)
- 1996: Leinen los für die Liebe (Hearts Adrift, Fernsehfilm)
- 1998: Enchanted
- 2000: Beverly Hills, 90210 (Fernsehserie, 4 Episoden)
- 2001: Largo Winch – Gefährliches Erbe (Largo Winch: The Heir, Fernsehfilm)
- 2001–2003: Largo Winch – Gefährliches Erbe (Largo Winch, Fernsehserie, 35 Episoden)
- 2003–2005: Reich und Schön (The Bold and the Beautiful, Fernsehserie, 117 Episoden)
- 2006: Die Orangenpflückerin (Hidden Places, Fernsehfilm)
- 2012: The Wife He Met Online (Fernsehfilm)
- 2012: Little Red Wagon
- 2012: Ambush at Dark Canyon (Dark Canyon)
- 2013: The Perfect Summer
- 2013: Heart of the Country
- 2014: Pretty Little Liars (Fernsehserie, 2 Episoden)
- 2015: Killer Crush (Fernsehfilm)
- 2017: Mountain Top